# Enciso (Santander)
Enciso es un municipio de Colombia, situado en el departamento de Santander y hace parte de la  provincia de García Rovira. Se encuentra a 173 km de Bucaramanga, la capital departamental y a 359 km de Bogotá, la capital del país. La población de Enciso fue fundada en 1773, por Juan de Enciso.
Tiene bajo su jurisdicción el centro poblado: Peña Colorada.

## Economía
La agricultura y la ganadería son las actividades económicas más importantes del municipio. Se destacan los cultivos de maíz, frijol, tabaco y melón.

## Colegios
- Colegio José de Ferro

- Colegio Técnico Agroindustrial Peñacolorada